# Pille (bygningsdel)
 For alternative betydninger, se Pille. (Se også artikler, som begynder med Pille)
En pille er inden for arkitekturen en opretstående støtte til et bygningsværk eller en overbygning såsom en bue eller bro. Dele af strukturelle vægge mellem åbninger (fag) kan fungere som piller. Ydervægge eller fritstående vægge kan have piller i enderne eller på hjørnerne.

## Etymologi
Ordet pille kommer fra middelnedertysk pilere, pilar, fra middelalderlatin pilare, pilarium, afledt af latin pila, som betyder søjle.

## Beskrivelse
Det enkleste tværsnit af pillen er firkantet eller rektangulært, men andre former er også almindelige. I middelalderlig arkitektur er massive cirkulære støtter kaldet trommepiller, korsformede piller og knippepiller almindelige arkitektoniske elementer.
Søjler er en lignende opretstående støtte, men står til forskel fra en pille på en rund base. I bygninger med en sekvens af fag mellem pillerne, betragtes hver åbning (vindue eller dør) mellem to piller som et enkelt fag.

## Bropiller
Enkeltspændsbroer har endevederlag i hver ende, der understøtter broens vægt og tjener som støttemure for at modstå sideværts bevægelse af jordopfyldningen til brorampen. Broer med flere spænd kræver piller til at understøtte enderne af spændene mellem vederlagene.

## Eksempler
I Triumfbuen, Paris (illustration til højre) er den centrale bue og sidebuer hævet på fire massive plane piller.

### Peterskirken
Donato Bramantes oprindelige plan for Peterskirken i Rom har rigt udformede piller. Fire piller understøtter vægten af kuplen ved den centrale krydsning. Disse piller viste sig at være for små til at bære vægten og blev senere ændret af Michelangelo for at tage højde for kuplens massive vægt.
Pillerne på de fire apsider, der rager ud fra hver ydervæg, er også stærke for at modstå halvkuplernes ydre tryk på dem. Mange nicher udfylder pillernes vægrum.